# Каср-эль-Яхуд
Каср-эль-Яхуд (ивр. קאסר אל יהוד‎, араб. قصر اليهود‎ — Замок евреев) — официальное название места крещения в долине реки Иордан на Западном берегу реки Иордан, на юго-востоке от Иерихона. Находится под управлением Гражданской администрации Израиля и Министерства туризма Израиля как национальный парк.
Это одно из традиционных мест Крещения Иисуса Христа Иоанном Крестителем, согласно другой традиции — место крещения находится на восточном берегу и называется Эль-Махтас. Кроме того, это место часто называют местом, где израильтяне пересекли реку Иордан, а пророк Илия вознёсся на небеса.

## Происхождение названия
Находящийся рядом православный монастырь, принадлежащий Иерусалимской православной церкви имеет вид замка, а по преданию, именно здесь евреи пересекли реку Иордан. От этого произошло арабское название объекта — «Замок евреев».

## История

### Античность
Рядом с Каср-эль-Яхуд находится древняя дорога и речной брод, соединяющий Иерихон и несколько библейских мест, таких как Мадаба, Нево и Via Regia.

### После 1967 года
До 1967 года это место, находящееся под контролем Иордании, посещали туристы и паломники. В ходе Шестидневной войны Израиль занял это место. В 1970-х годах доступ к месту был запрещен из-за его расположения в закрытой военной зоне. Проект по восстановлению был утверждён ещё во время празднования нового тысячелетия в 2000 году, однако был отложен из-за наводнения в 2003 году и интифады Аль-Аксы.
В 2000 году папа Иоанн Павел II провёл богослужение в частном порядке у реки в Каср-эль-Яхуд.
Место было открыто в 2011 году. До этого постоянно открытым местом крещения паломников на реке Иордан в Израиле был Ярденит.

## Галерея
- Отремонтированные объекты в Каср-эль-Яхуде
- Вид из Каср-эль-Яхуда
- Вид из Каср-эль-Яхуда на Эль-Махтас